# Azurgråfågel
Azurgråfågel (Coracina temminckii) är en fågel i familjen gråfåglar inom ordningen tättingar.

## Utseende och läte
Azurgråfågeln är en stor och enfärgat blågrå gråfågel med rätt lång stjärt. Ögat är ljust och en svart teckning syns mellan näbb och öga. Ungfågeln uppvisar tvärbandad undersida. Bland lätena hörs hårda och raspiga "shhhhhhchu liksom mycket ljusa "sweee-sweee-sweee" som ökar i ljudstyrka.

## Utbredning och systematik
Azurgråfågel förekommer i bergsskogar på Sulawesi och delas in i tre underarter med följande utbredning:
- Coracina temminckii temminckii – norra Sulawesi
- Coracina temminckii rileyi – centrala och sydöstra Sulawesi
- Coracina temminckii tonkeana – östra Sulawesi

## Levnadssätt
Azurgråfågeln hittas i bergsskogar från förberg och uppåt. Där ses den enstaka, i par eller i smågrupper i trädtaket. Den slår ofta följe med kringvandrande artblandade flockar.

## Status och hot
Arten har ett stort utbredningsområde, men tros minska i antal, dock inte tillräckligt kraftigt för att den ska betraktas som hotad. Internationella naturvårdsunionen IUCN listar arten som livskraftig (LC).

## Namn
Fågelns vetenskapliga artnamn hedrar den holländske ornitologen Coenraad Jacob Temminck (1778-1858).